# Lengyel Balázs (író)
Lengyel Balázs (Budapest, 1918. augusztus 21. – Budapest, 2007. február 22.) Széchenyi-díjas műkritikus, író, a Digitális Irodalmi Akadémia tagja.

## Életpályája
Középiskolai éveit előbb a Werbőczy, majd a fasori Evangélikus Gimnáziumban kezdte, s a Református Gimnáziumban érettségivel fejezte be 1936-ban. 1937-ben joghallgatóként belépett az Egyetemi Körbe. Az ebből alakult Márciusi Front munkájában is részt vett. Ekkor kötött ismeretséget és barátságot Szabó Zoltánnal, Bibó Istvánnal és másokkal. 1940-ben a budapesti egyetem jogi karán szerzett diplomát. 1942-ben ismerkedett meg Nemes Nagy Ágnessel. 1942 őszétől katonai szolgálatot teljesített, hadműveleti területen volt. 1943-ban először Becsén, azután pedig a Muraközben mint karpaszományos szakaszvezető, hadapród őrmester teljesített szolgálatot. 1944. április 20-án házasságot kötött Nemes Nagy Ágnessel.
1945 januárjában, a főváros bevétele után orosz katonák a nyílt utcán elfogták, és Gödöllőre vitték. Miután innen Debrecenbe vitték demokratikus katonának, ott leszerelt, és állást kért Erdei Ferenctől, a belügyminisztertől. 1945-től a Belügyminisztériumban, 1947-től a Vallás- és Közoktatási Minisztériumban dolgozott. 1946–1948 között az Újhold szerkesztője volt. A Római Magyar Akadémia ösztöndíjasa volt, 1949-től szabadfoglalkozású író.
1950-től alkalmi fordításokból, szerkesztésekből, ifjúsági irodalom írásából tartotta fenn magát; önálló művei, tanulmányai, esszéi, kötetei megjelenéséről szó sem lehetett. 1957-ben politikai fogoly néhány hétig. 1958-ban elvált Nemes Nagy Ágnestől, akivel azonban szellemi kapcsolata és barátsága annak haláláig megmaradt.
1962-től a Corvina szerkesztője, 1963–1981 között a Móra Ferenc Könyvkiadó szerkesztője volt. 1971 áprilisában újból megnősült, második felesége Kerek Veronika volt. Több évtizedig élt a XII. kerületi Királyhágó utcában.
Az 1970-es évek közepétől többször fölvetődött az Újhold valamilyen feltámasztása. 1976–1991 között a Móra Diákkönyvtár szerkesztője volt. 1984-ben a Jelenkor lehetőséget nyújtott Lengyel Balázsnak egy vendégszám megszerkesztésére. 1986-tól Nemes Nagy Ágnessel és Lakatos Istvánnal együtt szerkesztette az Újhold Évkönyvet.

## Díjai

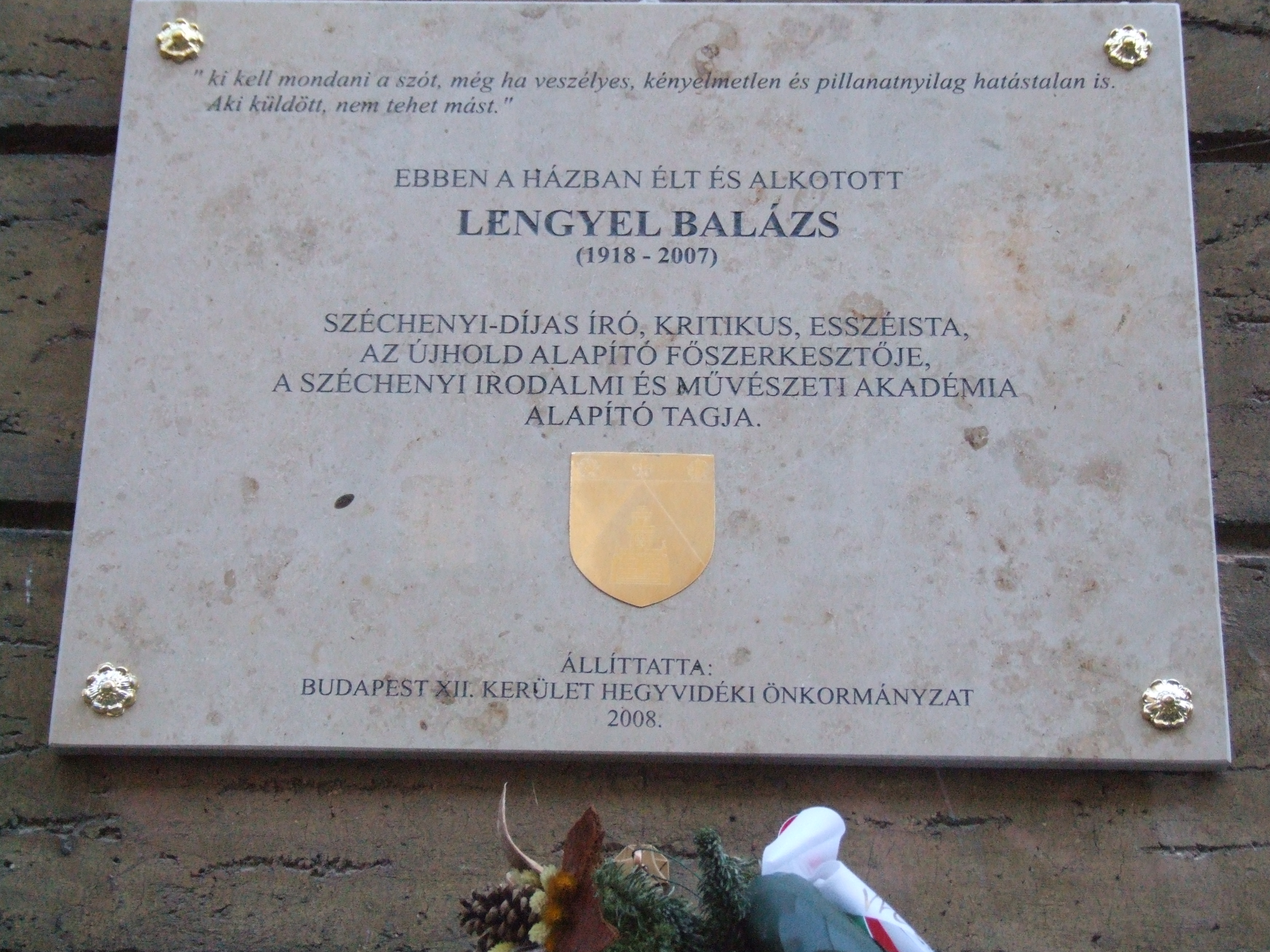
Emléktáblája: XII. kerület Királyhágó utca 5/B

- A Munka Érdemrend ezüst fokozata (1978)
- József Attila-díj (1981)
- Állami Ifjúsági Díj (1982)
- Déry Tibor-díj (1988)
- A Magyar Népköztársaság Csillagrendje (1988)
- Kosztolányi Dezső-díj (1990)
- Bölöni-díj (1991)
- A Művészeti Alap Irodalmi Díja (1992)
- Komlós Aladár-díj (1993)
- Széchenyi-díj (1995) – korszakokat átfogó kritikai és irodalomszervezői munkásságáért
- Getz-díj (1998)
- Világ Igaza díj (1997)
- Bátorság Érdemérem (1998)
- A Magyar Köztársasági Érdemrend középkeresztje (2003)

## Művei

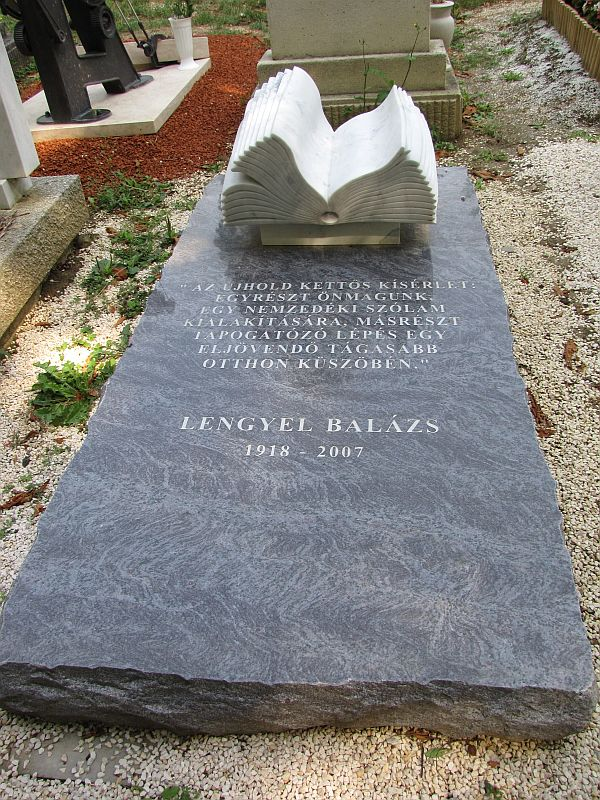
Lengyel Balázs sírja Budapesten. Farkasréti temető: 25.

- A mai magyar líra; Officina, Bp., 1948
- A szebeni fiúk; Ifjúsági, Bp., 1952 (Hazáért és szabadságért)
- Ezüstgaras. Regény; Ifjúsági, Bp., 1955
- A szebeni fiúk. Regény; átdolg., bőv.; Ifjúsági, Bp., 1956 (Ifjúsági kiskönyvtár)
- Kicsi Elik vadász lesz; Móra, Bp., 1957
- Sünkönyv; ill. rajz Reich Károly; Móra, Bp., 1959 (Liliputi könyvtár)
- A sárkány-vitorlás dzsunka; utószó L. Rádi Judit; Móra, Bp., 1962
- Till Eulenspiegel kópéságai. Tréfás mesék; átdolg. Lengyel Balázs; Móra, Bp., 1964 (Kispajtások mesekönyve)
- Volt egy gólyám; Móra, Bp., 1966
- A török Magyarországon. Magyarország a XVI-XVII. században; Móra, Bp., 1971 (Képes történelem)
- Hagyomány és kísérlet. Válogatott tanulmányok; Magvető, Bp., 1972 (Elvek és utak)
- Verseskönyvről verseskönyvre; Magvető, Bp., 1977
- Közelképek. Válogatott tanulmányok; Szépirodalmi, Bp., 1979
- Verseskönyvről verseskönyvre. Líránk a hetvenes években; 2. bőv. kiad.; Magvető, Bp., 1982
- Óperencián innen, Óperencián túl. Mesék, történetek, mesefeldolgozások; Móra, Bp., 1985
- Egy magatartás története. Esszék; Magvető, Bp., Bp., 1986
- Zöld és arany. Válogatott esszék; Magvető, Bp., Bp., 1988
- Visszatérés. Esszék, tanulmányok; Jelenkor, Pécs, 1990
- A szebeni fiúk (regény, 1994)
- Két Róma. Esszék; Balassi, Bp., 1995
- Nemes Nagy Ágnes levelesládája (szerkesztette, 1995)
- Nemes Nagy Ágnes–Lengyel Balázs: A tünékeny alma; Jelenkor, Pécs, 1995 (Élő irodalom sorozat)
- Erkölcs és rémület között. In memoriam Nemes Nagy Ágnes; vál., szerk., összeáll. Domokos Mátyás, Lengyel Balázs; Nap, Bp., 1996 (In memoriam)
- Nemes Nagy Ágnes válogatott versei (szerkesztette, 1997)
- Két sorsforduló. Válogatott esszék; Balassi, Bp., 1998
- Újholdak és régi mesterek. Lengyel Balázs leveleskönyve; összeáll., szerk. Buda Attila; Enciklopédia, Bp., 1999
- Ki találkozik önmagával? Tanulmányok, emlékezések, dokumentumok; Széphalom Könyvműhely, Bp., 2001
- Origo. Korai írások, 1938–1948; CET Belvárosi, Bp., 2002
- Szerelem; vál., előszó Lengyel Balázs; Jószöveg Műhely, Bp., 2002 (Idézetek könyve)
- Nemes Nagy Ágnes: Magyarul és világul; szöveggond., jegyz. Lengyel Balázs, Ferencz Győző; Helikon, Bp., 2014
- Kicsi Elik vadász lesz; 4. felújított kiad.; Móra, Bp., 2014 (Már tudok olvasni)
- Két Róma. Esszék és beszélgetések; Jelenkor, Bp., 2018
- Óperencián innen, Óperencián túl; 2. átdolg. kiad.; Móra, Bp., 2018
- "láthatatlan selyemsál a számon". Nemes Nagy Ágnes és Lengyel Balázs leveleiből; összegyűjt., sajtó alá rend., jegyz., bev. Buda Attila, Pataky Adrienn, Tüskés Anna; Gondolat, Bp., 2019
- Szorongatott idill. Nemes Nagy Ágnes, Lengyel Balázs, Plocz Alaine, Mészöly Miklós levelezése, 1955–1997; sajtó alá rend., jegyz., utószó Hernádi Mária és Urbanik Tímea; Jelenkor, Bp., 2021

## Műfordításai
- Lin Yutang: Fehérek és színesek (1947)
- Eduard Mörike: Mozart prágai utazása (1956)
- Ludwig Bechstein: Az icike-picike emberke (1958)
- Oscar Wilde: A boldog herceg (1958)
- Till Eulenspiegel kópéságai (1964)
- Bernard Clavel: Az éneklő fa (1970)